# Martti Rousi
Martti Arvo Henrik Rousi, född 2 november 1960 i Pikis, är en finländsk cellist. Han är son till Arne Rousi och gift med Piia Komsi. 
Rousi inledde sina studier för Timo Hanhinen vid Åbo musikinstitut och segrade 1982 i cellotävlingen i Åbo samt erhöll detta år ytterligare diplom vid Internationella Tjajkovskijtävlingen i Moskva. Han fortsatte studierna vid Sibelius-Akademin för Arto Noras, avlade diplomexamen 1984 och studerade 1985–1986 för János Starker vid Indiana University i Bloomington. År 1986 vann han delat andra pris i Internationella Tjajkovskijtävlingen. 
Rousi har konserterat flitigt i många länder både som solist och kammarmusiker, bland annat i trion Leonidas Kavakos/Martti Rousi/Peter Nagy; hans spel utmärks mera av förfinad kultur än av virtuos ytlighet. Vid Sibelius-Akademin blev han lektor 1990 och professor 1998; flera av hans elever har uppnått synnerligen uppmärksammade framgångar. Han har varit ledare för musikfestspelen i Lemi-Villmanstrand 1989–1992 samt 2002 och blev 1992 konstnärlig ledare för Åbo musikfestspel.